# 装修 (小品)
《装修》是黄宏、巩汉林、林永健在2005年中国中央电视台春节联欢晚会上表演的喜剧小品，荣获当年央视春晚观众最喜爱的节目语言类二等奖。讲述了一段由野蛮裝修引发的闹剧。

## 参与人员
胡宗琪导演，黄宏、张振彬、王宏编剧，黄宏饰演黄大锤，巩汉林饰演9楼房主，林永健一人分饰三个角色（天津大嫂、山东装修工、6楼房主），济南市吕剧院提供打击乐伴奏。这是黄宏和巩汉林继1997年（《鞋钉》）和2002年（《花盆》）后第三次在春晚上合作，黄宏和林永健则是继2001年（《家有老爸》）后第二次在春晚上合作。

## 剧情
操着一口江浙口音的中年男人（巩汉林饰）和老婆孩子住了多年的4平米“蜗居”，终于攒钱买了一套位于9楼的新房。房主为了装修心力交瘁，尤其在意如何省钱，天天和老婆吵架。所有人家装修第一步都是砸墙，房主在劳务市场雇来了东北籍农民工黄大锤（黄宏饰），到家门口却发现钥匙打不开门（实为伏笔），黄大锤一锤把门砸开。二人谈好价钱，大锤80元一天，小锤40元一天。房主想要安装一台背投电视，需要砸掉客厅和卫生间之间的一部分墙体。因为没有装修图纸，黄大锤第一锤砸漏了下水管，第二锤把电线砸漏了电。终于要把承重墙下半部分砸开，掏出来一个壁橱，没想到一锤砸到了隔壁家卧室，险些砸到了刚做好壁橱正在搞卫生的邻家大嫂（林永健饰），二人被大嫂一顿臭骂。黄大锤正要砌墙，却听到另外一侧有砸墙的动静，另一户邻居的装修工（林永健饰）掏壁橱一锤砸过了界。好好的房子一天没住就被砸得千疮百孔。正在这时，6楼的房主（林永健饰）找上门来，原来前天对门砸墙，把楼层的“6”字挂牌震掉了一个钉子，变成了“9”，9楼房主竟是砸了别人家房子。6楼房主拉9楼房主去物业评理。气愤的黄大锤坐在6楼等着结账，却被楼下打上来的钻头钻伤，狼狈离去。

## 创作背景
创作剧本时，黄宏自己家里正在装修，所以选择了这个题材。在选角时，黄大锤和9楼房主以外的三个次要角色成了难题，一般的演员会嫌角色太小不愿意接，让央视主持人客串又怕削弱喜剧成分，故而找到了在冯骥才创作的小剧场话剧《孰是其人》中一人分饰三角的林永健扮演这三个角色。林永健当时正在山西拍摄电视剧《吕梁英雄传》，接到通知后立刻赶回北京，语言类节目审查联排的前一天三个人才第一次碰面，只排练了一天的时间就顺利过审。

## 轶事
- 《装修》前一个节目是劉德華的《恭喜发财》。原本的设计是刘德华唱完歌曲后走入观众席，与观众握手，最后与坐在观众席的黄宏握手，并有一段关于装修的对白，由此引出小品。但是前三次彩排后，春晚彩排节目还是超时将近1个小时。春晚对于零点前的节目有严格的时长要求，必须精确到4个小时，一旦超时就要被迫砍掉某些临近零点的节目，而零点后属于春晚的鸡肋时间。春晚剧组为此对所有节目进行了缩水，第四次彩排时刘德华与黄宏的对白因此被全部删掉[2]。
- 小品中的砖头是用泡沫加工合成的。剧组在台下安装了个隐蔽的小水管，把水管头甩到台上，在表演砸破下水管的桥段时，有一位工作人员在台下配合黄宏，台上一砸墙，台下就喷水，然后马上把水闸关上，以防发生意外[3]。
- 林永健扮演天津大嫂时为了贴合角色，本想穿一条紧身裤，但排练时发现来不及换装，只好改成一条裤子穿到底[1]。
- 小品的台词“篮球巨星姚明，家里的房子没顶棚，小品明星潘长江，家里的房子像水缸”、“白天跟小工吵，晚上跟老公吵”、“白天可以把老公当小工使唤，晚上千万别把小工当老公使唤”、“干嘛呢，干嘛呢”、“破了相了”、“破相等于整容”成为经典台词。
- 虽然喜剧的情节难免有禁不起推敲之处，但在2005年春晚播出后，各地发生多起由于房主、装修工、开发商或物业公司的纰漏，错把别人家当成自己家装修的事件，被戏称为“现实版《装修》”[4][5][6][7][8][9]。

## 评价
媒体评论称，小品《装修》表现的是现实生活中发生的事，很贴合时代，讽刺了野蛮装修和劣质产品，但一些台词有些杂乱，前后衔接有些生硬，个别包袱抖得不到位，反倒林永健的女装扮相是一大亮点。

## 争议
2005年3月，武汉某保安公司收到浠水保安罗建林的书面倡议，认为《装修》中黄宏的台词“我们的一条好狗，等于你们的5个保安……手里的警棍”涉嫌侮辱保安行业，希望保安组织就此事向有关责任人讨个说法。黄宏和2005年春晚语言类总策划何庆魁表示，春晚的每一个节目都经过了多轮审查，每一个字都经过了充分加工，不可能存在侮辱人格的问题，这句台词只是一个包袱，何况也用“大喘气”的口吻把话说的很清楚，是好狗等于警棍，而非等于保安本身，没有必要联系到自己身上，这只是一场断章取义引发的误会。